# قوالب القياس

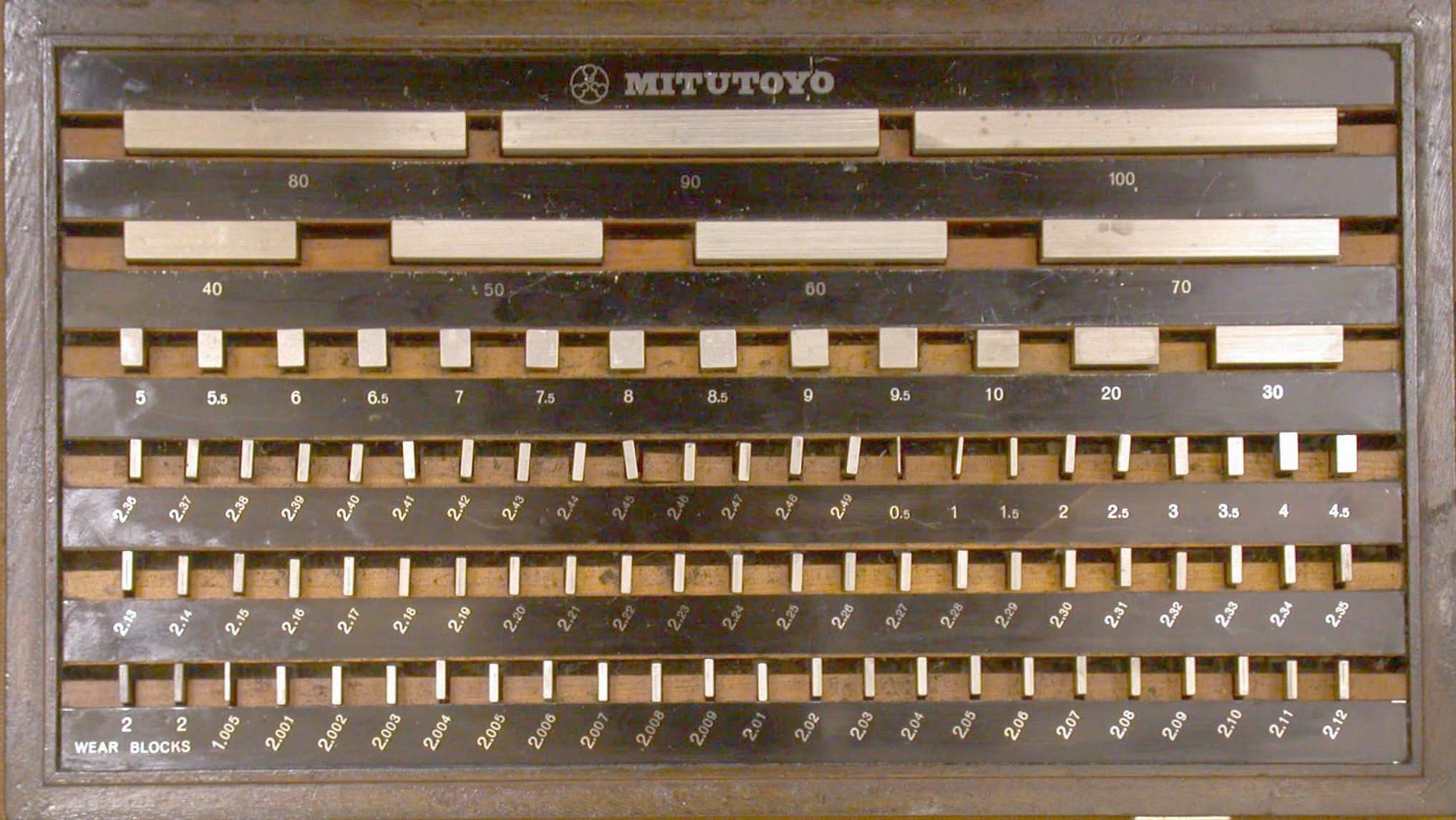
قوالب القياس المترية

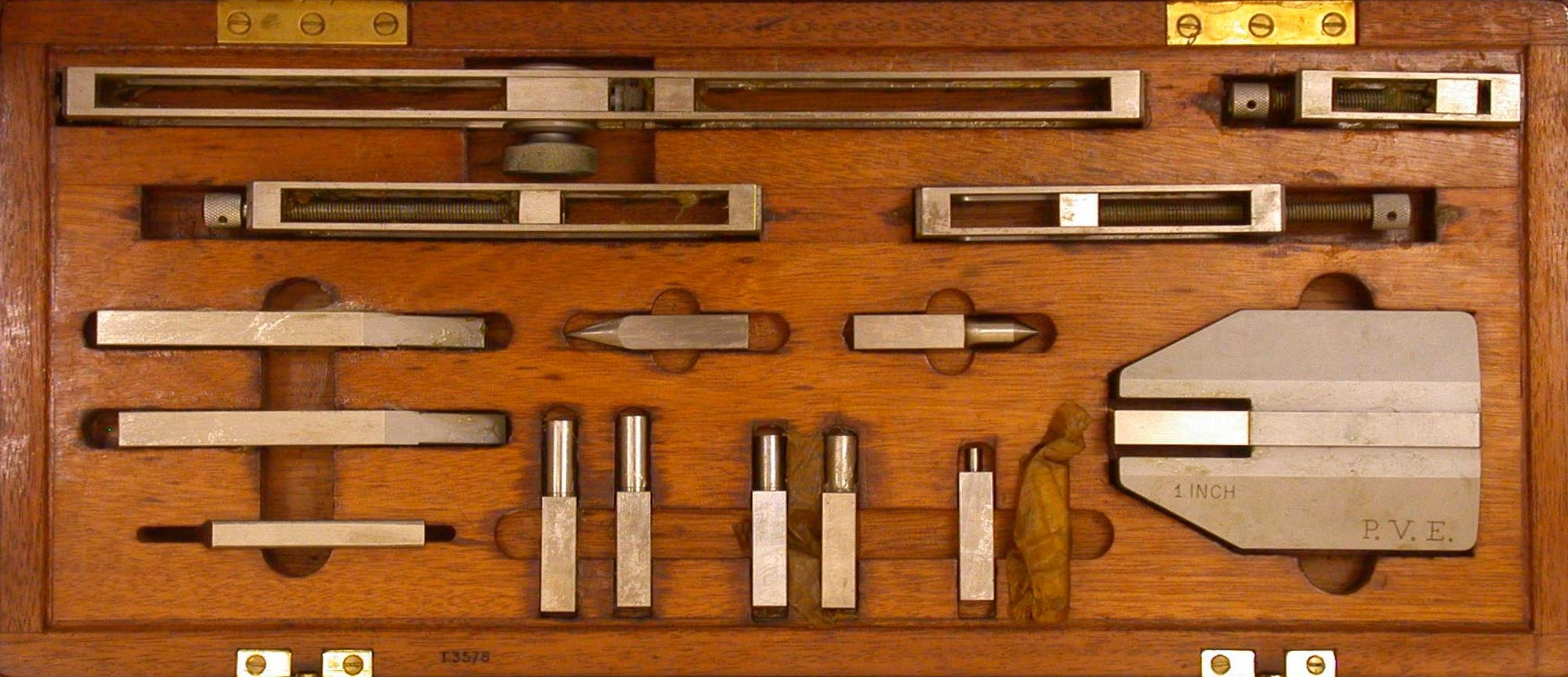
ملحقات قوالب القياس

قوالب القياس (بالإنجليزية: Gauge blocks) : وتسمى أيضًا (بالإنجليزية: Johansson gauges) أو (بالإنجليزية: slip gauges) أو (بالإنجليزية: Jo blocks). وهي أدوات تمثيل للأبعاد بدقة عالية جدًا. وتعدّ قوالب القياس من الدعامات الأساسية في عمليات القياس الصناعي، إذ أنها تعد مراجع (أو معايير) لمعايرة واختبار وفحص دقة أجهزة قياس الأبعاد مثل القدمة ذات الورنية والميكرومتر. كما تستعمل قوالب القياس في المختبرات وورش التشغيل في القياس المباشر وفي مـقارنة القياسات قصـد الـتفتـيش عـن جـوده الـمنـتجـات.
قوالب القياس هي عبارة عن متوازي مستطيلات ذات أبعاد ثابتة ومصنعة من الصلب السبائكي المعالج حراريًا بحيث أنها لا تتأثر بظروف محيط العمل من درجه حرارة ورطوبة.
تعدّ قوالب القياس الأساس الدقيق لجميع أجهزة قياس الأبعاد الموجودة بالمختبرات وورش التشغيل. فهي مصنعة بدقة عالية جدا قد تصل إلى 0.05 ميكرومتر.
وهي مصممة ومتوفر بتدريجات نختلفة بحسب الاستخدام المخصص لها. نسخة محفوظة 1 أغسطس 2008 على موقع واي باك مشين.. وحسب المواصفات الدولية يمكن تصنيف قوالب القياس إلى أربع رتب وهذا حسب دقتها وهي كالتالي:
- المعيار (AAA) - ذو تسامح (±0.00005 مم أو 0.000002 بوصة) ويستخدم في المعايرة.
- المعيار (AA) - ذو تسامح (±0.00010 مم إلى -0.00005 مم) ويستخدم لمعايرة وتفتيش المعايير، والمقاييس عالية الدقة.
- المعيار (A) - ذو تسامح (±0.00015 مم إلى -0.00005 مم) ويستخدم كمرجع لمعايرة أدوات القياس الأخرى.
- المعيار (B) - ذو تساح كبير (+0.00025 مم إلى -0.00015 مم) ويستخدم كمعيار في المحلات التجارية للقياسات الدقيقة.